# Indelebile (romanzo)
Indelebile (titolo originale Indelible) è un romanzo thriller di Karin Slaughter, pubblicato nel 2004.
Il romanzo è stato tradotto in dieci lingue; in Italia la pubblicazione è avvenuta nel 2007.

## Trama
Due malviventi entrano nella stazione di polizia di Grant, in Georgia, e prendono in ostaggio poliziotti e personale in servizio uccidendo e ferendo molte persone. Sara Linton e Jeffrey Tolliver, capo della polizia di Grant, ferito seriamente, sono fra gli ostaggi. Sara ricorda il passato, quando Jeffrey la portò a visitare i posti in cui era cresciuto. La storia si dipana drammaticamente sui due piani temporali, che alla fine si collegano inaspettatamente. Un omicidio perpetrato molti anni prima, richiede nel presente il suo tributo di sangue.

## Edizioni in italiano
- Karin Slaughter, Indelebile, traduzione di Luisa Corbetta, Piemme, Casale Monferrato 2007 ISBN 978-88-384-8676-0
- Karin Slaughter, Indelebile, traduzione di Luisa Corbetta, Piemme, Casale Monferrato 2008 ISBN 978-88-384-8849-8